# اولد کریستین پلیس (تگزاس)
اولد کریستین پلیس (به انگلیسی: Old Christian Place) یک منطقهٔ مسکونی در ایالات متحده آمریکا است که در تگزاس واقع شده‌است. اولد کریستین پلیس ۱٬۱۳۹٫۰۵ متر بالاتر از سطح دریا واقع شده‌است.